# ريك رود
ريتشارد اروين رود (7 ديسمبر 1958 – أبريل 20, 1999), المعروف  باسم الحلبة ريك رود «سالب اللب» مصارع محترف تلقى الكثير من عروض المصارعة الاحترافية من كل من بطولة العالم للمصارعة (WCW)، الاتحاد العالمي للمصارعة (WWF)، البطولة المتطرفة للمصارعة (ECW) وقد كرم في WWE Hall of Fame في 1 أبريل عام 2017.
لعب رود بالمصارعة من عام 1982 حتى تقاعد سنة 1994 بسبب الإصابة، مع مباراة نهائية لاحقاً عام 1997. حاز لقب بطل العالم أربع مرات (ثلاث مرات في اتحاد WCW ببطولة العالم الدولية للوزن الثقيل، ومرة واحدة في اتحاد WCWA ببطولة العالم للوزن الثقيل) كما نال لقب بطل القارات للوزن الثقيل في اتحاد WWF، ولقب بطل الولايات المتحدة للوزن الثقيل في اتحاد WCW. كما شارك في بطولة العالم للوزن الثقيل في اتحادي WWF وNWA وذلك عبر خدمة الدفع مقابل المشاهدة.
شارك رود سنة 1997 في تأسيس فريقD-Generation X، جنبا إلى جنب مع شون مايكلز، تريبل اتش، شينا. كان هو الشخص الوحيد الذي ظهر في عرضين معاً في نفس الليلة (17 تشرين الثاني 1997) هما رو إز وور «دبليو دبليو إي راو» لاتحاد WWF، ونيترو الاثنين لاتحاد WCW؛ الذي أذيع مسجلاً، وفي هذه الأثناء انضم لاتحاد WCW.

## النشأة
ولد رود في سانت بيتر، مينيسوتا وأبوه هو ريتشارد كلايد رود وأمه هي سالي جان طومسون. درس المرحلة الثانوية في روبينسدل، مينيسوتا مع توم زينك ‏، وبرادي بون ‏، ونيكيتا كولوف ‏، وكيرت هينيج، وجون نورد ‏، وباري دارسو ‏؛ الذين أصبحوا جميعاً لاحقاً مصارعين محترفين. وكانت علاقته مميزة مع صديق طفولته كيرت هينيج.

## مصارعة المحترفين الوظيفي

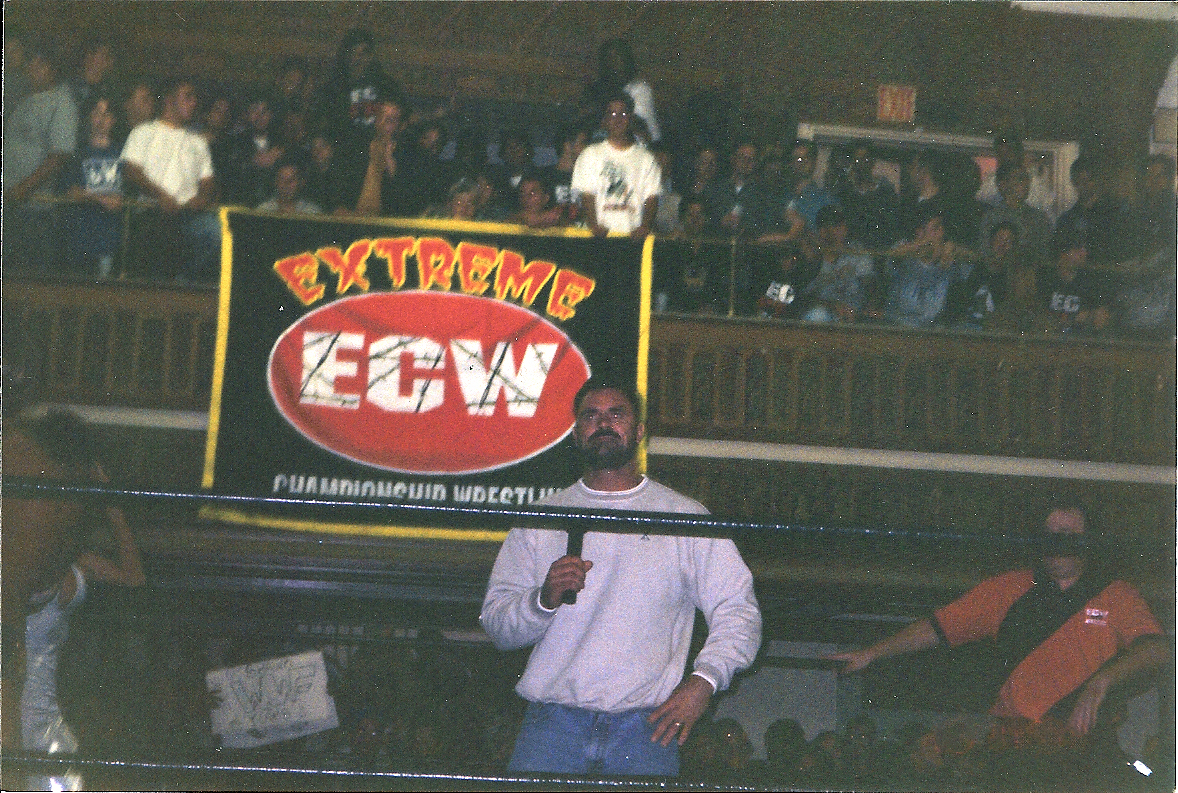
سالب اللب

### الوظيفي في وقت مبكر (1982-1984)
بعد تخرجه من انوكا-رمزي كلية المجتمع مع درجة الماجستير في التربية البدنية، وقحا تدرب على مصارع تحت ايدي شاركي. بدأ المصارعة في عام 1982 كما ريكي رود، طفولي سمسار. وقحا خسر التلفزيون لأول مرة ضد منتصف المحيط الأطلسي بطل بول جونز في 20 تشرين الثاني / نوفمبر 1982 الحلقة من NWA World Wide المصارعة. بدأ مع فانكوفر's NWA: جميع نجوم المصارعة قبل الانتقال إلى التنافس على جورجيا بطولة المصارعة (GCW) في وقت لاحق ممفيسعلى أساس القاري المصارعة جمعية (CWA). وقحا لأول مرة في 28 مايو 1983 الحلقة من بطولة العالم للمصارعة, هزيمة بات ارتفع مع دروبكيك. غوردون Solie مقابلات مع وقحة في الأسبوع التالي، مع وقحا مناقشة الانتقال من الذراع المصارعة على المصارعة للمحترفين وإسقاط الوزن إلى زيادة السرعة. غادر في وقت لاحق إلى المصارعة الوطنية التحالف (NWA) التابعة جيم كروكيت الترقيات (JCP) حيث مجموعة متنوعة من الوسم فريق الشركاء في عداء مع الطريق المحاربين. عاد إلى ممفيس في عام 1984، هذه المرة باسم «ساحر» ريك وقح، المفرطة، متكبر كعب تدار من قبل جيمي هارت. وقحا عداء مع جيري لولر وفي وقت لاحق شريكه السابق، كينغ كونغ بوندي.

### بطولة المصارعة من فلوريدا (1984-1985)
وقحا تم التعاقد بطولة المصارعة من فلوريدا (كوف) في كانون الأول / ديسمبر 1984، حيث كان يديرها بيرسي برينغل. هزم Pez واتلي عن NWA ولاية فلوريدا جنوب بطولة الوزن الثقيل في 16 كانون الثاني / يناير 1985 وخسر أن براين بلير في 10 أبريل 1985. لقد استولت على البطولة مرة أخرى في تموز / يوليه 20, 1985, عندما هزم مايك غراهام في نهائيات جنوب لقب البطولة. وحمل الحزام حتى 2 أكتوبر / تشرين الأول من ذلك العام عندما انخفض إلى الواهو مكدانيل، الذي كان الحجز فلوريدا خلال هذا الوقت. في حين انظم مع جيسي البر، فاز NWA فلوريدا الولايات المتحدة الأمريكية العلامة فريق بطولة في 16 أبريل / نيسان 1985، عداء مع بيلي جاك هاينز والواهو مكدانيل على أحزمة فقدان الأشرطة مكدانيل وهاينز في 9 يوليو 1985.

### عالمي بطولة المصارعة (1985-1986)
في أواخر عام 1985، وقحا قفز إلى عالم الطبقة بطولة المصارعة (WCCW) جنبا إلى جنب مع برينغل، حيث كان عداء مع كيفن فون إريك وكريس آدامز. خلال الفترة التي قضاها في WCCW ، وقحا القبض على NWA أمريكا بطولة الوزن الثقيل في 4 نوفمبر عام 1985. ومع ذلك، WCCW انسحب من NWA في 20 فبراير 1986، وغيرت اسمها إلى العالم فئة المصارعة جمعية. في NWA بطولة أمريكا تم تغيير اسم WCWA بطولة العالم للوزن الثقيل حين وقحا كانت لا تزال تحمل اللقب. ونتيجة لذلك، أصبح وقحا تعزيز الأول بطل العالم. بعد خسارته اللقب كريس آدامز في تموز / يوليه 1986، أطلق برينغل لفترة وجيزة محله مع أخته الغراب. وقال انه شكلت قصيرة الأجل الوسم فريق مع الكلب المحارب، ولكن المحارب انقلب عليه وأصبح الوجه.

### جيم كروكيت الترقيات (1986-1987)
في أيلول / سبتمبر 1986، وقحا عاد إلى JCP وانضم ماني فرنانديز ومدير أعماله بول جونز في التنافس مع الواهو مكدانيل. وقحا فرنانديز، والتي تعرف باسم «رهيبة مباراة فردية», فاز NWA World Tag Team Championship في 6 ديسمبر 1986 من الصخرة 'ن' لفة Express, وبدأوا العداوة التي انتهت فقط عندما تكون وقحا ترك الترويج العالمي للمصارعة في نيسان / أبريل 1987. شرح رحيل مفاجئ، جيم كروكيت الابن بثت قبل مسجلة غير عنوان المباراة حيث أعرب عن يهزم الوقاحة وفرنانديز وادعى أن الوقاحة قد أصيب نتيجة لذلك.

### العالمي للمصارعة

#### لأول مرة (1987–1988)
وقحا قام العالمي للمصارعة (الصندوق العالمي للطبيعة) لأول مرة في تموز / يوليه 1987 كما أحدث إضافة إلى بوبي هينان الأسرة. أول عداء في WWF كان مع هينان السابق العضلات ملزمة تهمة «الرائع» Paul Orndorff (الذين هينان قد انخفض بعد وقحا انضم إلى الأسرة)، قبل البدء في واحدة من الأكثر شهرة له خلافات مع جايك "الأفعى" روبرتس. وقحا كان روتين حيث قبل المباراة، كان من شأنه أن يجعل عرض إزالة ثوبه حين سب الذكور في الحشد (عادة ووصفها بأنها «سمينة» و «الشكل» أو "sweathogs")، بعد انتصاراته، كان قبلة امرأة هينان التقطت من المشجعين. من الوقاحة العلامات التجارية كان له خصيصا رش الجوارب التي كان يرتديها أثناء المباريات. في روبرتس زاوية، وقحا حاول روبرتس الحياة الحقيقية زوجته شيريل إلى الامتثال (على الرغم من عدم معرفة متى هينان اختار لها أنها كانت في الواقع زوجة جايك «الأفعى»). بعد السيدة روبرتس رفضه كشفت الذين كانت هناك رؤية، وقحا غضب (بعد أن صفعته) وأمسك معصمها، ويوجهون اللوم لها على الميكروفون عندما روبرتس هربت من غرفة خلع الملابس لجعل حفظ. للرد بضعة أيام في وقت لاحق، وقحا جاء إلى الحلبة مع الشبه من شيريل رسمت على الجبهة من الجوارب. غاضب روبرتس اتهم الخاتم وجردت وقحا الظهور على التلفزيون المشاهدين أن تترك له عارية (كما هو مبين من قبل أسود-بقعة الرقابة الوقاحة التناسلية)،  على الرغم من أن يعيش جمهور رأيته في الواقع جردت إلى g-سلسلة.
خلال منتصف عام 1988 وقحا استمر في ارتداء زوج ثاني من الجوارب تحت واحد ارتدى الخاتم، بما في ذلك أثناء مباراة له ضد مخلفات الكلب في الافتتاحية SummerSlam في ماديسون سكوير غاردن. خلال المباراة وقحا كان جيد على ظهره وقد ارتفع إلى أعلى وصلة ربط المقطورة. في حين انه هناك انزلوا له الجوارب للكشف عن الثانية مع شيريل روبرتس المطبوعة عليها. بعد ضرب الكلب تحلق قبضة هاجمه روبرتس الذي كان يرى العمل من غرفة خلع الملابس. روبرتس الهجوم على وقحا سبب جيد أن يكون غير مؤهل، وإعطاء وقحا الفوز. الوقاحة عداء مع روبرتس جاء إلى نهايتها عندما روبرتس معلقة وقحا التالية DDT خلال عام 1988 سلسلة الناجي.

#### بطل القارات والمغادرة (1989–1990)
الوقاحة الكبير المقبل الخلاف كان مع المحارب النهائي وبدأ في كانون الثاني / يناير في عام 1989 الدمدمة الملكي الدفع لكل عرض في «السوبر Posedown» انتهى وقحا مهاجمة المحارب مع المعادن تشكل بار. مع مساعدة من هينان، وقحا فاز WWF Intercontinental بطولة الوزن الثقيل من المحارب النهائي في ريسلمانيا الخامس، قبل أن تنخفض مرة أخرى إلى المحارب في SummerSlam نفس العام، ويرجع ذلك في جزء كبير منه إلى التدخل من "راودي" رودي بايبر. وقحا ثم عداء مع بايبر قبل استئناف الصراع مع المحارب النهائي في صيف عام 1990 بعد المحارب قد فاز في WWF بطولة العالم للوزن الثقيل. اثنين من حارب في قفص حديد في SummerSlam 1990; ومع ذلك، وقحا فشل في الفوز بلقب وغادرت من الصندوق العالمي للطبيعة في تشرين الأول / أكتوبر 1990. هذا المغادرة جاء الحق قبل كان من المقرر أن الخلاف مع الزعيمالذي كان إمكاناتها تبدأ عندما وقحا بدأت لجعل المهينة تعليقات حول الزعيم الأم.

### بطولة العالم للمصارعة

#### تحالف خطير والولايات المتحدة بطل الوزن الثقيل (1991–1993)
بعد أن أمضى سنة المصارعة على اختيار يدل على حلبة مستقلة، وكذلك تموز / يوليه 1991 جولة اليابان المصارعة للمحترفين (AJPW)، وقحا عاد إلى WCW الذي كان أصلا JCP قبل أن يتم بيعها إلى تيد تيرنر في أواخر عام 1988 ؛ عاد تحت قناع مثل WCW الوهمية في هالوين الخراب في 27 أكتوبر 1991، وفضح نفسه في وقت لاحق من تلك الليلة. قاد تحالف خطير، تتكون من نفسه، Paul E. خطير، Madusa, Arn Anderson, Bobby Eaton, لاري Zbyszkoو "مذهلة" ستيف أوستن. في 19 نوفمبر عام 1991، وقحا هزم اللدغة عن الولايات المتحدة للوزن الثقيل بطولة وتشارك في عدد من الحزازات رفيعة، بما في ذلك واحد مع ريكي ستيمبوت. عند نقطة واحدة خلال العداء، باخرة عانى كفب] كسر في الأنف في هجوم عصابة.
في عام 1992، وقحا Madusa ترك تحالف خطير وعداء مع نيكيتا Koloff. وقحا الطعن حامل لقب بطل العالم للوزن الثقيل رون سيمونز في عدة مناسبات لكنه فشل في الفوز باللقب. في كانون الأول / ديسمبر 1992، وقحا عانى المشروعة اصابة في العنق، واضطر إلى التنازل عن بطولة الولايات المتحدة، وبالتالي إنهاء حكمه ما يقرب من 14 شهرا عهد أن لا يزال قائما اليوم ثاني أطول فترة حكم في ما يقرب من 40 عاما من تاريخ العنوان. وقحا عاد وحيدا في نيسان / أبريل 1993 وحاولت استعادة اللقب من داستن رودس، الذي كان قد فاز عليه في حين أصيب. العنوان التي عقدت في نهاية المطاف بعد عدة مثيرة للجدل التشطيبات مباريات بين البلدين. بعد 30 دقيقة الرجل الحديدي انتهت المباراة بالتعادل 1-1 في شاطئ الانفجار في يوليو 18, أفضل من ثلاث مجموعات تم بين البلدين في ليلة السبت; وقحا فاز في المباراة الأولى في آب / أغسطس 28, لكنه خسر رودس مرتين يوم 4 سبتمبر 11, فقدان فرصته في استعادة اللقب الولايات المتحدة.

#### الدولي بطل العالم للوزن الثقيل والتقاعد (1993–1994)
وقحا تحولت عينيه إلى NWA بطولة العالم للوزن الثقيل، مما يجعل نواياه واضحة في 28 أغسطس عام 1993 عندما كان ضيف على ثم بطل ريك فلير's «ابحث عن الذهب» الحديث الجزء. وقحا هزم الذوق العنوان في أيلول / سبتمبر 1993 في سقوط شجار. كما WCW مؤخرا سحبها من NWA, WCW فقدت الحق في الاستمرار في استخدام NWA بطولة العالم للوزن الثقيل. WCW إنشاء الخاصة بهم البطولة، دبلجة ذلك WCW الدولي بطولة العالم للوزن الثقيلالتي وقحا خسر هيروشي Hase في 16 مارس عام 1994 في طوكيو، اليابان. وقحا استعاد لقب ثمانية أيام فقط في وقت لاحق في كيوتو، اليابان. بعد إسقاط العنوان اللدغة في 17 أبريل / نيسان في الربيع التدافع، وقحا معلقة اللدغة يوم 1 مايو في المصارعة Dontaku في فوكوكا يصبح ثلاث مرات بطل. وقحا، ومع ذلك، أصيب في ظهره خلال المباراة عندما تلقي الانتحار الغوص في الصف الأول في الحلبة، سقط على زاوية منصة مرتفعة المحيطة الخاتم؛ قادر على مصارعة، تم تجريده من لقب (مع قصة بحجة أنه وجد أن استخدام حزام اللقب كسلاح في مسار المباراة). وقحا تقاعد بعد ذلك بوقت قصير.

### المدقع بطولة المصارعة (1997)
الوقاحة التي تم جمعها على لويدز في لندن بوليصة التأمين ولم تظهر في المصارعة مرة أخرى حتى أوائل عام 1997 عندما انضم المتطرفة بطولة المصارعة (ECW) المقنع الرجل الذي تحرش شين دوغلاسفي نقطة واحدة الردف فرانسين. وقال انه في نهاية المطاف غير المقنعة وأصبح لون المعلق قبل في وقت لاحق مواءمة نفسه لفترة قصيرة، مع دوغلاس والتهديد الثلاثي مستقرة. في الحدث الرئيسي من ECW موجة الحر عام 1997، وقحا واحد قبالة العودة إلى الحلبة في six-man tag team match, حيث أنه دخل في شراكة مع ECW دعائم تومي الحالم والمنوم لمواجهة جيري لولر و ECW النجوم روب فان دام وسابو. خلال ECW مقابل USWA/WWF بين الشركة المنافسة، وقحا ساعد لولر الفوز بالمباريات ضد حالم والمنوم.

### Return to the WWF (1997)
في 11 أغسطس عام 1997، وقحا عاد إلى الصندوق العالمي لحماية الطبيعة «بوليصة التأمين» الفريق أصبح يعرف باسم D-Generation X (DX) (شون مايكلز، تريبل اتش، شينا). D-Generation X اسم استخدمت لأول مرة في 13 أكتوبر 1997. كعضو DX ، وقحا لا تصارع، ولكن بقيت الحلبة خلال مباريات المجموعة. بعد أيام قليلة Montreal Screwjob في سلسلة الناجي، وقحا مرة أخرى إلى اليسار WWF. وفقا بريت هارت، وقحا بقيت في غرفة خلع الملابس أثناء بريت المواجهة مع فينس ماكماهون بعد المباراة في مونتريال، ودعا في وقت لاحق إريك بيشوفوإعلام بيشوف أن ما حدث كان في الواقع الحقيقي. كما وقحا لم يوقع على عقود التفرغ مع الصندوق العالمي لصون الطبيعة WWF وكان بدلا من ذلك على أداء «الدفع لكل مظهر»، وقحا كان قادرا على التفاوض على صفقة مع بيشوف و WCW في جزء كبير منه بسبب غضبه على Montreal Screwjob.

### العودة إلى WCW (1997-1999)
وقحا ظهرت على كلا WWF Raw هو الحرب و WCW هو نيترو الاثنين في 17 نوفمبر 1997. الشوارب وقحا ظهرت على نيتروالذي كان يعيش، وشرع في انتقاد فينس مكماهون، شون مايكلز، DX, WWF, استدعاء شركة «تيتانيك» (في إشارة إلى تيتان الرياضية، WWF الشركة الأم كان عرفت بعد ذلك باسم «السفينة الغارقة»). ساعة على الخام هو الحرب (التي كانت مسجلة ستة أيام)، وقحا ثم ظهرت مع كامل اللحية كان الرياضية أثناء عودته إلى WWF. وقحا كما ظهر في ECW هو المتشددين التلفزيون خلال عطلة نهاية الأسبوع (14-16 تشرين الثاني / نوفمبر كما كان العرض المتزامنة بشكل مختلف اعتمادا على السوق). وقحا كان لا يزال صنع ECW مباراة بينما كان في D-Generation X ، WWF و ECW في كثير من الأحيان co تعمل في مجال الموهبة.
في WCW ، وقحا أصبح عضوا في النظام العالمي الجديد (nWo)، إدارة صديقه Curt Hennig. وهكذا، وقحا أصبح أول مصارع أن يكون جزء من كل من DX و nWo. عندما nWo الانقسام، Hennig وقحا انضم إلى nWo Wolfpac, وحاولوا تحفيز Konnan لهزيمة غولدبرغالذي كان مهزوم في ذلك الوقت. عندما Konnan هزم من قبل غولدبرغ، وقحا Hennig هاجمه في ما بعد إلى nWo Hollywood, منافسيه من Wolfpac. في أواخر عام 1998، سواء وقحا هينينج كان WCW التلفزيون بسبب الإصابات. هينينج كان مستمر اصابة في الساق في تلك السنة، وقحا كان يعتقد أن لديهم سرطان الخصية والتي تحولت لاحقا إلى spermatocele. Hennig عاد إلى nWo من إصابته في ستاركيد دون وقاحة، الذي كان لا يزال غير قادر على الظهور. وقحا غادر رسميا WCW في آذار / مارس 1999.

## الحياة الشخصية
رود تزوج زوجته ميشيل في عام 1988, وظل الزوجان معا حتى وفاته في عام 1999. كان لديهم ثلاثة أطفال معا، ريتشارد جونيور، Merissa ، كولتون. ابنه الأصغر، كولتون، توفي في 3 سبتمبر 2016, في حادث دراجة نارية في روما، جورجيا، في سن 19.
بريت هارت وقد ذكر أن وقحا كان كرس رجل العائلة الذي لم يأخذ خاتم زواجه حتى أثناء المباريات؛ التستر عليها مع الشريط. هارت ذكر أيضا أن وقحا، جنبا إلى جنب مع Curt Hennig, كان واحدا من أعظم التقنية المصارعين في عصره.

## الموت
رود توفي صباح يوم 20 أبريل / نيسان 1999 في سن 40 عندما كان يعاني من قصور في القلب. كان نجا من زوجته ميشيل، وأطفالهما الثلاثة. تقرير التشريح أظهر مات من جرعة زائدة من «خلط الأدوية». في وقت وفاته، رود في التدريب للعودة إلى الحلبة.

## تراث
وعلى الرغم من دخول النجم وضع نهاية العقد «ساحر» ريك وقح أصبحت واحدة من أنجح كعب النجوم من WWF 1980s الازدهار. مع بذيء قبل المباراة مدخل الخصم تحت عنوان الجوارب، وقحا مهد الطريق ذكر النجوم اعتماد الكبار النجم السينمائي نوع الحرف. تدار من قبل بوبي هينان، وقحا أصبح العضو الشائنة هينان الأسرة.
وقحا كانت معروفة على نطاق واسع باعتبارها واحدة من أقوى الرجال في الأعمال شرعيا يخشى. ويقال أن هوجان رفض يتصارع وقحا، الذي كان بوحشية قبضة قوية، وكان معروفا أن يطرق الرجل مع واحد فتح وسلم صفعة على الوجه. في عام 1988 راندي سافاجالذي كان بطل WWF في ذلك الوقت، عمدا اختار ريك وقح وديناميت كيد لمشاهدة ظهره في حانة عندما كانوا في NWA الإقليم. البار كان معروف مستراح NWA المصارعين وحشية أعرف شخص في NWA يمكن أن تجعل لنفسها اسما من خلال شرعا أخذ WWF بطل العالم للوزن الثقيل. مع وقحا طفل يجري وحشية حراس كانت هناك أي قضايا في تلك الليلة. وقحا كما لاحظ ذراع مصارع الانتهاء السادس في بطولة العالم في لاس فيغاس في ضوء الوزن الثقيل في عام 1983.
في 6 آذار / مارس 2017، أعلن أن ريك وقح سيكون تجنيده في WWE Hall of Fame. ريكي «التنين» باخرة تنصيب وقحا. ميشيل، ماريسا وريتشارد جونيور قبلت نيابة عنه.

## في المصارعة
- Finishing moves
  - DDT[30] – 1984–1987 used as a signature thereafter
  - Overhead gutwrench backbreaker rack[31] – 1987–1988
  - Rude Awakening (Delayed hangman's neckbreaker with theatrics) – 1988–1997
- Signature moves
  - Delayed backbreaker
  - Diving knee drop
  - Figure-four leglock
  - Spike piledriver[32]
- Managers
  - Jimmy Hart[33]
  - Bobby Heenan
  - Paul E. Dangerously
  - Madusa Miceli
  - Paul Jones
  - Percy Pringle III
  - Raven (Rude's sister Nancy Natysin)
- Wrestlers managed
  - Curt Hennig
  - D-Generation X (Shawn Michaels، Triple H and Chyna)
- Nicknames
  - "The Ravishing One"
  - "Ravishing" Rick Rude
- Entrance music
  - "Smooth Operator" by Sade (WCCW)
  - "The Stripper" by David Rose (WWF)
  - "Arms Of Fire" by Jim Horn (AJPW)
  - "Toccata and Fugue in D minor, BWV 565" by Johann Sebastian Bach (as The WCW Phantom) (WCW)
  - "Big Brother" (WCW; 1991-1992 by Kosinus Music)
  - "Simply Ravishing" (WCW, 1992-1994)
  - "The Stripper" by David Rose (ECW)
  - "Simply Ravishing" by Harry Slash (ECW)
  - "Turn Up the Radio" by Autograph (ECW)
  - "Break It Down (V1)" by The DX Band, used November 10, 1997 (WWF; as a member of the D-Generation X)
  - "Rockhouse" from the Focus Music library (WCW; as a member of the nWo)

## البطولات والإنجازات
- Championship Wrestling from Florida
  - NWA Southern Heavyweight Championship (Florida version) (2 times)[34]
  - NWA United States Tag Team Championship (Florida version) (1 time)[35] – with Jesse Barr
- Continental Wrestling Association
  - NWA/AWA Southern Heavyweight Championship (1 time)[36]
  - NWA/AWA Southern Tag Team Championship (1 time)[37] – with King Kong Bundy
- Jim Crockett Promotions / World Championship Wrestling
  - WCW International World Heavyweight Championship (3 times)[38]
  - WCW United States Heavyweight Championship (1 time)[39]
  - NWA World Tag Team Championship (Mid-Atlantic version) (1 time)[40] – with Manny Fernandez
  - Nintendo Top Ten Challenge Tournament (1992)[41]
- Pro Wrestling Illustrated
  - Most Hated Wrestler of the Year (1992)[42]
  - PWI ranked him No. 4 of the top 500 singles wrestlers in the PWI 500 in 1992[43]
  - PWI ranked him No. 57 of the top 500 singles wrestlers of the "PWI Years" in 2003
- World Class Championship Wrestling / World Class Wrestling Association
  - NWA American Heavyweight Championship (1 time)[44]
  - WCWA Television Championship (1 time)[45]
  - WCWA World Heavyweight Championship (1 time)[46]
- World Wrestling Federation / WWE
  - WWF Intercontinental Championship (1 time)[47]
  - WWE Hall of Fame (Class of 2017)[48]
  - Slammy Award (1 time)
    - Jesse "The Body" Award (1987)
- Wrestling Observer Newsletter
  - 5 Star Match (1992) with Steve Austin, Bobby Eaton, Larry Zbyszko, and Arn Anderson vs. Sting, Ricky Steamboat, Dustin Rhodes, Barry Windham, and Nikita Koloff (February 24, WarGames match, WrestleWar)
  - Best Heel (1992)
  - Most Unimproved (1993)
  - Worst Worked Match of the Year (1992) vs. Masahiro Chono at Halloween Havoc

## وصلات خارجية
- ريك رود على موقع دبليو دبليو إي (الإنجليزية)
- ريك رود على موقع WrestlingData.com (الإنجليزية)
- ريك رود على موقع CageMatch worker (الإنجليزية)
- ريك رود على موقع قاعدة بيانات المصارعة على الإنترنت (الإنجليزية)
- ريك رود على موقع عالم المصارعة على الإنترنت (الإنجليزية)
- ريك رود على موقع عالم المصارعة على الإنترنت (الإنجليزية)

- صفحة Rick Rude على دبليو دبليو إي.كوم
- ريك رود على موقع IMDb (الإنجليزية)
- ريك رود على موقع قاعدة بيانات الفيلم (الإنجليزية)
- ريك وقح. في قالب:Professional wrestling profiles